# Цветин Белић
Цветин Белић (Кузмин код Сремске Митровице,4. фебруар 1907 — Студенец код Севнице, 17. април 1980) био је српски сликар наивне уметности.

## Живот и стваралаштво
Цветин Белић је почео да се бави сликањем 1935. године, када одлази у Београд, где у наредних пар година излаже своје слике на улици. Неке од изложених слика била су уља на платну Свадба, Мона Лиза са дукатима, Портрет учитељице, Мостар и Ковиљача.
1942. је интерниран у концентрациони логор у Пољску. Након рата враћа се у Србију и наставља да се бави сликарством и почиње да излаже на груплним изложбама.
Већи део његових радова се налази у Малој галерији Синише Пауновића у Београду.